# Lucie Pinson
Lucie Pinson (Nantes, 1985) es una ambientalista francesa, fundadora y directora de la ONG Reclaim Finance, y una de los seis ganadores del Premio Medioambiental Goldman 2020, el premio más importante para los activistas ambientales. Lideró una campaña que convenció a 16 bancos franceses para que no siguieran invirtiendo en industrias basadas en la energía del carbono.

## Trayectoria
Lucie Pinson nació en 1985 en Nantes. Obtuvo una doble maestría en ciencias políticas y políticas de desarrollo en la Universidad de la Sorbona en París en 2010 y 2011. Durante sus estudios, participó en la organización de las contracumbres del G8 y del G20. En 2013 se unió a Friends of the Earth. En 2020 fundó Reclaim Finance.

## Distinciones
El 30 de noviembre de 2020, Lucie Pinson recibió el Premio Medioambiental Goldman para la región de Europa. Este es un premio que se otorga cada año a los más grandes defensores del medio ambiente. Este premio le fue otorgado por su lucha contra tres bancos franceses que invirtieron fuertemente en el sector del carbón. Tras su lucha, estos tres bancos, así como dos grandes compañías de seguros, detuvieron la financiación directa de minas y plantas de carbón.
Lucie Pinson es la cuarta personalidad francesa en ganar el premio desde su creación en 1990, después de Claire Nouvian en 2018, Bruno Van Peteghem en 2001 y Christine Jean en 1992.